# Linia kolejowa nr 960
Linia kolejowa nr 960 – pierwszorzędna, w większości dwutorowa, zelektryfikowana linia kolejowa łącząca stację Gdynia Główna ze stacją techniczą Gdynia Postojowa.
Linia stanowi tor łączący między linią kolejową Gdańsk Główny – Stargard a linią kolejową Gdynia Postojowa GP15 – Gdynia Chylonia i jest zasadniczo wykorzystywana przez pociągi pasażerskie kończące lub rozpoczynające bieg na Gdyni Głównej.
| kilometraż | kilometraż | pociągi pasażerskie                          | autobusy szynowe i EZT                       | pociągi towarowe                             |
| od         | do         | Tor nieparzysty (kierunek: Gdynia Postojowa) | Tor nieparzysty (kierunek: Gdynia Postojowa) | Tor nieparzysty (kierunek: Gdynia Postojowa) |
| 0,668      | 3,163      | 60                                           | 60                                           | 60                                           |
| 3,163      | 4,423      | 20                                           | 20                                           | 20                                           |
| od         | do         | Tor parzysty (kierunek: Gdynia Główna)       | Tor parzysty (kierunek: Gdynia Główna)       | Tor parzysty (kierunek: Gdynia Główna)       |
| 0,728      | 3,163      | 60                                           | 60                                           | 60                                           |
| 3,163      | 3,352      | 20                                           | 20                                           | 20                                           |